# Iain Canning
Iain Canning (Bristol, 23 de julho de 1979) é um produtor britânico, co-fundador da See-Saw Films. Foi indicado ao Oscar 2017 pela realização do filme Lion e conquistou a estatueta por The King's Speech.

## Prêmios e indicações
- Perdeu: Oscar de melhor filme, por Lion;
- Venceu: Oscar de melhor filme, por The King's Speech.[4]